# Testes ao COVID-19

## Produção de kits de teste
A China anunciou que está a fazer 1,7 milhes de testes baseados em ácidos nucléicos e 350.000 kits de testes de anticorpos por dia (dados de 25 de fevereiro de 2020). A 4 de março, a BGI concluiu um total de 360.000 amostras de teste na China usando kits de detecção 2019-nCoV baseados em PCR.

## Coleta de amostras
Usando a reação em cadeia da polimerase com transcrição reversa em tempo real (rRT-PCR) o teste pode ser realizado através de amostras respiratórias obtidas por vários métodos, incluindo amostra de swab nasofaríngeo ou de amostras de expetoração. Os resultados estão disponíveis normalmente dentro de algumas horas a 2 dias.
Hong Kong estabeleceu um método no qual os pacientes suspeitos podem ficar em casa, "o departamento de emergência fornecerá um tubo de amostra ao paciente", os pacientes cospem nele, enviam de volta e obtêm o resultado ao teste pouco depois.
O Serviço Nacional de Saúde britânico anunciou que começará a testar casos suspeitos em casa, o que evita o risco de infetar outras pessoas se elas se deslocarem a um hospital e assim ser necessário desinfetar a ambulância, se for utilizada.